# موسیقی اکسپرسیونیستی
موسیقی اکسپرسیونیستی (انگلیسی: Expressionist music) یا اصطلاح اکسپرسیونیسم در موسیقی، احتمالاً برای اولین بار در سال ۱۹۱۸ میلادی به ویژه در آثار موسیقی آرنولد شونبرگ به کار رفته‌است. وی مانند واسیلی کاندینسکی نقاش اتریشی از فرم‌های سنتی زیبایی برای انتقال قدرتمند احساسات در موسیقی خود اجتناب کرد. تئودور آدورنو جنبش اکسپرسیونیست را در موسیقی، از بین بردن تمامِ عناصر متعارف موسیقی سنتی می‌بیند. همچنین «آدورنو» موسیقی اکسپرسیونیستی را به عنوان جستجوی احساسِ ذهنی و درونی، بدون توهم یا سرخوشی می‌داند. آدورنو همچنین آن را به عنوان نگران ناخودآگاه توصیف می‌کند و اظهار می‌دارد که «ترس و وحشت» در مرکز موسیقی اکسپرسیونیستی قرار دارد، همراه با عدم تمرکز غالب، به طوری که عنصرِ هماهنگ و تأثیرگذارِ هنر از بین می‌رود.
موسیقی اکسپرسیونیستی غالباً دارای سطح بالایی از ناخوشایندی، تضادهای شدیدِ دینامیکی، تغییر مداومِ بافت‌ها، هارمونی‌های تحریف‌شده و ملودی‌های زاویه‌دار با پرش‌های گسترده‌است.

## تاریخچه

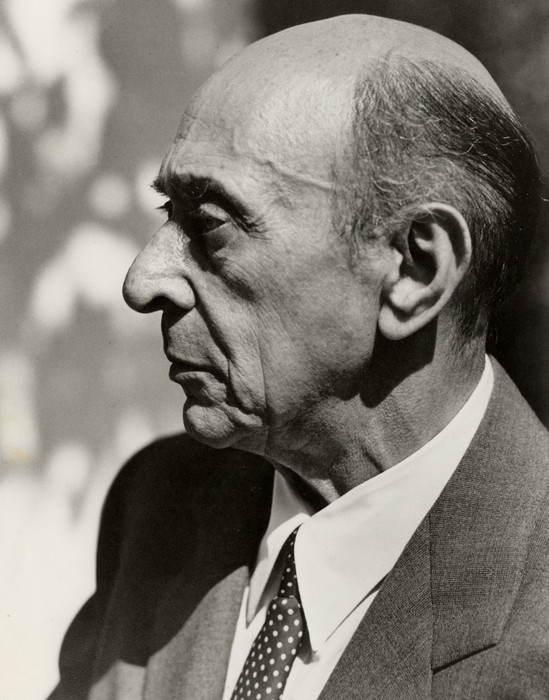
آرنولد شوئنبرگ

آهنگسازان «مکتب موسیقی آلمان» در پی تحولاتی که در «مکتب موسیقی فرانسه» شکل گرفت، از «موسیقی امپرسیونیستی» پیروی نکردند و گروهی از آنان «مکتب نوین رمانتیک» و گروهی دیگر مانند آرنولد شونبرگ «جنبش اکسپرسیونیستی» را در برابر «جنبش امپرسیونیستی» به وجود آوردند.
شروع این جنبش در موسیقی از سال ۱۹۰۷ میلادی آغاز شد. زمانی که شونبرگ با نقاش اتریشی واسیلی کاندینسکی آشنا شد. وی بنیانگذار مکتب اکسپرسیونیسم بود و نظرش در بارهٔ نقاشی اکسپرسیونیست این بود که به جای ظاهرِ حال، باطن و درون را چنانچه که هست باید نمایش داد. او عقیده داشت که زشتی وجود ندارد و همه چیز زیباست و این چشمِ بصیرت است که باید آن را تشخیص دهد. شونبرگ پس از آشنایی با وی به نقاشی پرداخت و چند تصویر زشت و بدشکل نیز کشید.
سوژهٔ اصلی نقاشی اکسپرسیونیستی غالباً از وحشی‌گری، زشتی و ویرانگی الهام گرفته شده‌است. نقاشی جیغ اثر ادوارد مونک، چهره‌ای وحشت‌زده را در زمینه‌ای ویران در منظره، خطوطِ منحنی آشفته، ژرفانمایی زشت با رنگ‌های اغراق‌آمیز و ترسناک به تصویر کشیده‌است.
در موسیقی اکسپرسیونیستی، ویژگی مهم آن این است که موضوع اثر از ایده‌ای غیر موسیقایی شکل می‌گیرد. یکی از آثار اولیهٔ شونبرگ قطعهٔ «پیررولونر» با موضوع دیوانگی است که در آن شخصیتِ خشن و تیرهٔ انسان را با نمادهای مبالغه‌آمیز همراه با تباهی و زشتی بیان می‌کند. نمونهٔ دیگر، اپرای «وتزک»  اثر آلبان برگ است که از آن به عنوان یکی از بهترین آثار موسیقی کلاسیک قرن بیستم و بارزترین مدل از موسیقی اکسپرسیونیستی نام برده می‌شود.

## آهنگسازان اکسپرسیونیست

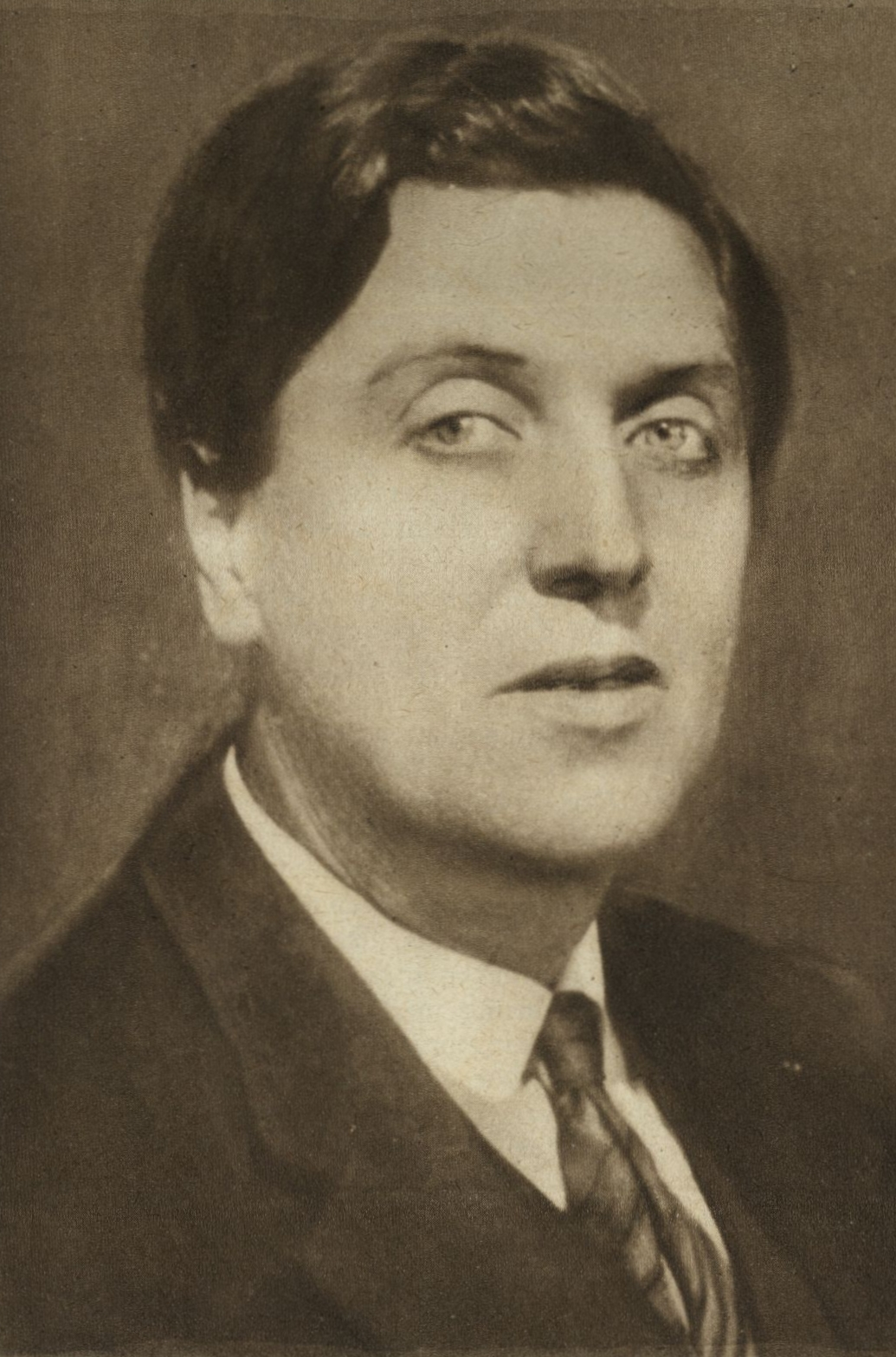
آلبان برگ

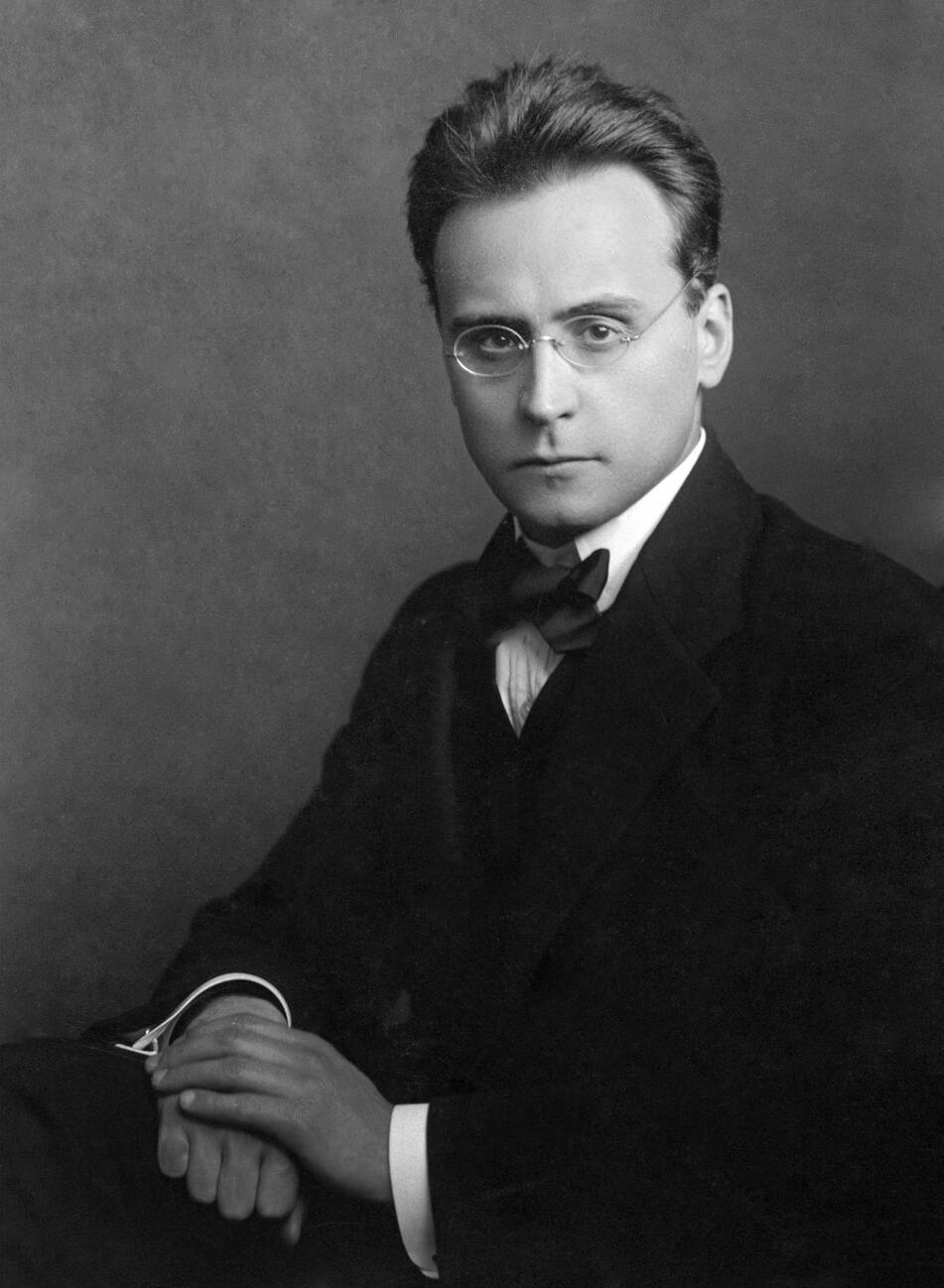
آنتون وبرن

### آرنولد شونبرگ
آرنولد شونبرگ طی سالهای دوران میانی خود به خلق آثار اکسپرسیونیستی روی آورد. در این سبک، سه قطعه برای پیانو (اپوس ۱۱) و پنج قطعه برای ارکستر نوشت. این آثار به‌طور کامل قابل قیاس با نقاشی‌های واسیلی کاندینسکی بود و این امر موجب شگفتی و تعجب بسیار در جامعهٔ هنری شد. از این رو «پنج قطعه برای ارکستر» و «پیررولونر» (۱۹۱۲م) را در سطح آثار بزرگِ ایگور استراوینسکی چون پرستش بهار و پرنده آتشین مقایسه می‌کنند. هر چند سبک این دو آهنگساز اختلاف زیادی با هم دارد.

### آلبان برگ
آلبان برگ از شاگردان «مکتب شونبرگ» بود. برگ با اپرای «وتزک» به شهرتی جهانی رسید. در این اثر استفاده از کنترپوان، فوگ، انوانسیون، واریاسیون و کانن، اهمیت زیادی در موسیقی نوین اپرایی دارد و یکی از مهمترین آثار موسیقی صحنه‌ای قرن بیستم است. موضوع غیر موسیقایی این اثر که از دنیای درونی و ناخودآگاه، وحشی و سورئالیستی انسان سرچشمه می‌گیرد، یکی از مهمترین و بهترین نمونه‌های موسیقی اکسپرسیونیستی محسوب می‌شود.

### آنتون وبرن
آنتون وبرن به همراه «آلبان برگ» هر دو از شاگردان «شونبرگ» و به همراه وی از اعضای اصلی «دومین مکتب موسیقی وین» بودند. موسیقی وبرن کمتر اکسپرسیونیستی و بیشتر نئوکلاسیک است. سبک وی ترکیبی از فرم‌‌های قدیمی، موسیقی ظریف، کم‌حجم، کوتاه، غیر برنامه‌ای و سراسر پولیفونیک است. وبرن به اندازهٔ «آلبان برگ» شهرت ندارد، اما تأثیر و نفوذِ زیادی در بین آهنگسازان سریل و الکترونیک داشته‌است.

### سایرین
سایر آهنگسازان مرتبط با اکسپرسیونیسم و آثارشان غیر از «شونبرگ»، «برگ» و «وبرن» عبارتند از:
ارنست کرنک با (سمفونی دوم، ۱۹۲۲).
پل هیندمیت («خدمتکار جوان» «اپوس ۲۳b» بر اساسِ شش شعر از گئورگ تراکل، ۱۹۲۲).
ایگور استراوینسکی (سه شعر ژاپنی، ۱۹۱۳).
الکساندر اسکریابین (سونات‌های آخر وی).
و اکسپرسیونیست قابل توجه دیگر بلا بارتوک است با آثار:
(«قلعه آبی»، ۱۹۱۱)، («شاهزاده چوبی»، ۱۹۱۷) و («ماندارین معجزه‌آسا»، ۱۹۱۹). آهنگسازان آمریکایی نیز در همان دورهٔ آهنگسازی آتونال آزاد و اکسپرسیونیستی شونبرگ (بین سالهای ۱۹۰۸ و ۱۹۲۱)، فعال بودند که کارل راگلز، «دن رودیار» و تا حدودی چارلز آیوز با ترانهٔ «والت ویتمن» نمونهٔ بارزِ آن است. پیشروهای مهم موسیقی اکسپرسیونیستی عبارتند از: ریشارد واگنر، گوستاو مالر، ریشارد اشتراوس و از آهنگسازان بعدی مانند پیتر مکسول دیویس یا هاینز هولیگر به عنوان ادامه دهندهٔ راه «شونبرگ»، «برگ» و «وبرن» نام می‌برند. اکسپرسیونیسم اصولاً بر اساسِ متنِ شعر استوار است که در «شونبرگ»، «برگ» و به‌ویژه «وبرن» یافت می‌شود.

## یادداشت
1. ↑  Pierrot Lunaire
2. ↑  Wozzeck
3. ↑  Die junge Magd
4. ↑  Three Japanese Lyrics
5. ↑  Bluebeard's Castle
6. ↑   The Wooden Prince
7. ↑   The Miraculous Mandarin
8. ↑  Dane Rudhyar
9. ↑  Walt Whitman